# Giuliano Pisapia
Giuliano Pisapia (Milano, 20 maggio 1949) è un politico, avvocato e giornalista italiano.
È stato deputato per Rifondazione Comunista per due legislature, dal 1996 al 2006, e sindaco di Milano come indipendente di sinistra dal 2011 al 2016, nonché sindaco della città metropolitana dal 2015 al 2016.
Dal 2019 al 2024 è stato europarlamentare eletto nelle liste del Partito Democratico, in quota Campo Progressista.

## Biografia
È figlio di madre milanese, Margherita, e padre casertano, Gian Domenico; quest'ultimo, a sua volta avvocato e dal quale Giuliano ha poi rilevato lo studio legale, è stato tra i redattori del codice di procedura penale italiano del 1989. Dopo aver frequentato il liceo classico Giovanni Berchet di Milano, si laurea in giurisprudenza e in scienze politiche, diventando avvocato penalista patrocinante presso la corte di cassazione. In età giovanile, svolge inoltre attività di volontariato nella Croce Rossa Italiana presso il comitato provinciale milanese.
Dopo una convivenza di vent'anni, il 9 aprile 2011 si è sposato con rito civile con la giornalista Cinzia Sasso a Venezia, città d'origine della moglie.

### Carriera giornalistica
Fa parte del Comitato scientifico della Camera penale di Milano, di cui è stato vicepresidente, e del Comitato direttivo delle riviste Critica del Diritto, Alternative Europa e I diritti dell'Uomo, oltre che componente del consiglio di amministrazione della fondazione Vidas. Svolge l'attività di giornalista pubblicista, e suoi articoli sono apparsi sui principali quotidiani e periodici italiani. Ha scritto voci su enciclopedie giuridiche quali Digesto e Novissimo Digesto Italiano, in particolare sui reati contro la famiglia. Inoltre, durante il mandato di sindaco di Milano, e in forza dello stesso, è stato presidente della Fondazione Teatro alla Scala.

### Carriera legale
Si è occupato, tra gli altri casi, delle difese di Arnaldo Forlani e Giorgio La Malfa nei processi di Tangentopoli, di alcuni pastori e militanti di Scientology nel primo processo italiano intentato all'organizzazione, di quella di Abdullah Öcalan durante la sua permanenza in Italia, ed è stato il legale della famiglia di Carlo Giuliani, costituitasi parte civile durante il processo seguìto ai fatti del G8 di Genova del 2001. Inoltre è stato avvocato di parte civile della CIR di Carlo De Benedetti durante il processo SME.

### Carriera politica
Pisapia comincia l'attività politica nella seconda metà degli anni 1970, quando diventa membro di Democrazia Proletaria, alleanza elettorale e poi partito di estrema sinistra presente nel Parlamento della Repubblica Italiana tra il 1976 e il 1979, e nuovamente dal 1983 al 1991. Pisapia opera come avvocato, difendendo in tribunale i militanti e le organizzazioni sindacali confederali.

#### Deputato nazionale
Alle elezioni politiche del 1996 viene eletto deputato in Parlamento, come indipendente, nelle liste di Rifondazione Comunista. Con l'inizio della XIII Legislatura, viene eletto presidente della 2ª commissione giustizia della Camera dei deputati. Durante la crisi di governo del 1998 vota per la fiducia all'esecutivo Prodi I, in dissenso dalla linea decisa dal segretario di Rifondazione Comunista Fausto Bertinotti e seguendo invece le posizioni di Armando Cossutta. Dopo la sfiducia del Parlamento al premier Romano Prodi lascia la presidenza della commissione giustizia e, nonostante il voto a favore del governo, non aderisce al nuovo gruppo parlamentare di Cossutta ma entra invece in quello misto.
È rieletto deputato nel 2001, ancora per Rifondazione Comunista. Nella XIV Legislatura fa parte della II commissione giustizia, della commissione giurisdizionale, del comitato per la legislazione, ed è presidente del comitato carceri istituito presso la Camera. Non si ricandida nel 2006, ma nel luglio dello stesso anno viene nominato presidente della commissione di studio istituita dal Ministero della giustizia per la riforma del codice penale italiano.

#### Sindaco di Milano

##### Campagna elettorale
Nel giugno 2010 è il primo a proporre la propria candidatura a sindaco di Milano in vista delle elezioni comunali dell'anno seguente; l'intento viene ufficializzato con un'iniziativa al Teatro Litta, che fa seguito a un appello di intellettuali e personaggi della scena sociale e politica della città.

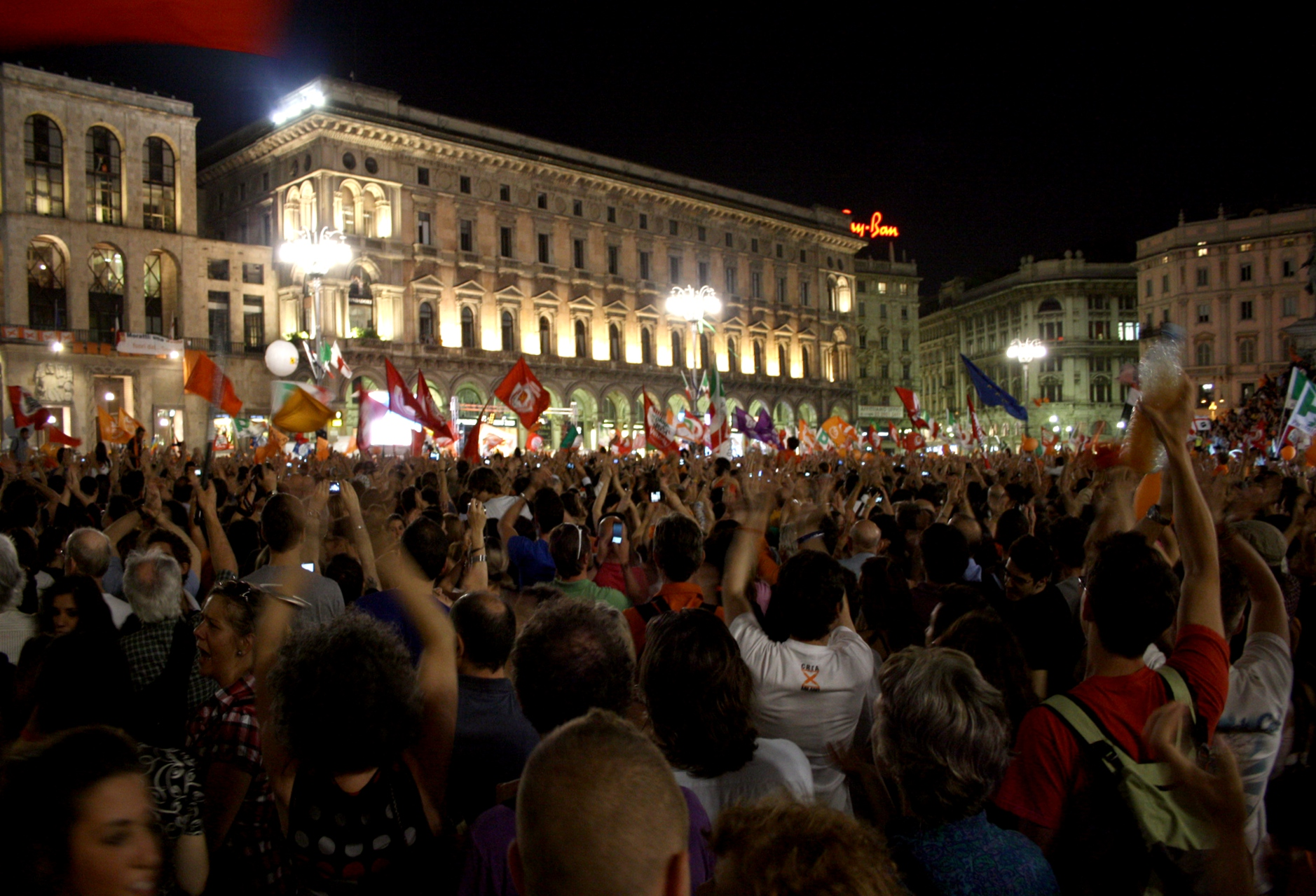
Festeggiamenti in piazza del Duomo la notte del 30 maggio 2011, dopo l'elezione di Pisapia a primo cittadino di Milano.

Il 14 novembre 2010 partecipa alle elezioni primarie della coalizione di centro-sinistra per la scelta del candidato a primo cittadino: Pisapia, partendo dall'iniziale sostegno di Sinistra Ecologia Libertà e Federazione della Sinistra, ottiene l'investitura con il 45% delle preferenze, superando il candidato presentato dal Partito Democratico (PD), l'architetto Stefano Boeri, fermatosi al 40% dei voti, e gli altri due sfidanti, il costituzionalista Valerio Onida e l'ambientalista Michele Sacerdoti.
Alle elezioni comunali del 15 e 16 maggio 2011 si presenta quindi come lo sfidante più accreditato nei confronti del sindaco uscente, Letizia Moratti del Popolo della Libertà (PdL), tuttavia ritenuta ampiamente favorita alla vigilia. Pisapia deve affrontare il fatto che Milano è dal 1993 una "roccaforte" del centro-destra oltreché scontrarsi con il contributo attivo dell'allora presidente del Consiglio, Silvio Berlusconi, alla campagna elettorale di Moratti – cosa che, a seguito del contemporaneo coinvolgimento di Berlusconi in vicende controverse quali il caso Ruby, è stata vista come un tentativo di trasformare le elezioni meneghine in un referendum sulla sua persona –; Pisapia sceglie invece di impostare una campagna diametralmente opposta, basata prevalentemente – una novità nello scenario politico italiano dell'epoca – sull'impiego di Internet e dei social network.
Nel primo turno delle elezioni Pisapia ottiene a sorpresa il 48,04% dei consensi, andando così al ballottaggio con la stessa Moratti attestatasi al 41,58%. Al secondo turno del 29 e 30 maggio vince definitivamente con il 55,11% dei voti contro il 44,89% di Moratti, venendo così eletto sindaco di Milano, il primo di centro-sinistra dopo diciotto anni.

##### Mandato
Tra i più importanti provvedimenti varati come primo cittadino c'è la revoca del piano di governo del territorio approvato dalla precedente giunta Moratti, promuovendo nuove linee guida improntate alla sostenibilità e alla riduzione dell'edificabilità. A inizio 2012 entra in vigore il pedaggio urbano nell'Area C, corrispondente alla cerchia dei bastioni, con l'obiettivo di ridurre traffico e inquinamento nel centro città nonché favorire il trasporto pubblico e la mobilità sostenibile: in questo senso, tramite la municipalizzata ATM vengono sviluppati i servizi di bike e car sharing già avviati dalla precedente giunta, cui si aggiunge dal 2015 il primo servizio di scooter sharing in Italia. Sempre nel 2012 l'assessore al bilancio, Bruno Tabacci, assieme al direttore generale, Davide Corritore, conclude un accordo con quattro banche, JPMorgan Chase, Depfa Bank, UBS e Deutsche Bank, accusate di truffa aggravata ai danni del Comune per la vicenda dei derivati (introdotti dalla seconda giunta Albertini nel 2005 e poi rinegoziati dalla giunta Moratti), ottenendo per la città un incasso di 750 milioni di euro in ventitré anni. Durante il mandato di Pisapia vengono completati progetti di riqualificazione urbana come Porta Nuova, Citylife, Portello, Darsena e Fondazione Prada, si svolge l'Expo 2015 ed entra in servizio la linea metropolitana M5. Le rilevanti trasformazioni che interessano Milano nel quinquennio di amministrazione Pisapia portano la stampa italiana e internazionale a parlare di «rinascita» del capoluogo lombardo.

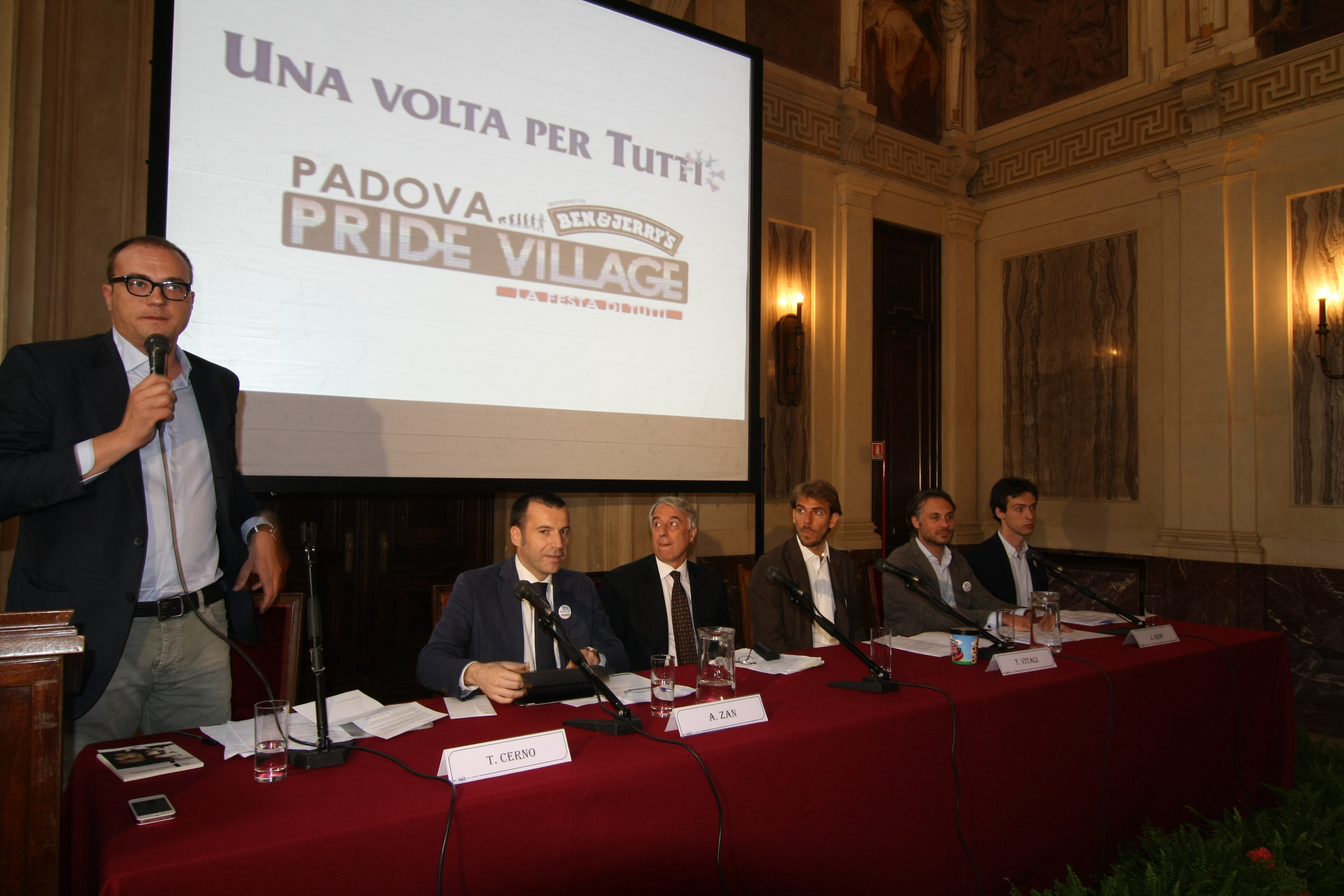
Pisapia (terzo da sinistra) nel 2013 a palazzo Marino, per un'iniziativa a favore delle unioni civili.

La giunta Pisapia si distingue inoltre per l'attenzione verso i diritti civili. Il 27 luglio 2012, dopo un lavoro di mediazione fra le richieste dell'ala cattolica del PD e di quella laica del PdL, il consiglio comunale milanese approva la delibera che istituisce il registro delle unioni civili del capoluogo lombardo, sia per coppie eterosessuali sia omosessuali, inaugurato ufficialmente il 18 settembre dello stesso anno.
L'8 ottobre 2014, in qualità di ufficiale di stato civile, trascrive nel registro anagrafico comunale gli atti di matrimonio esteri di sette coppie formate da persone dello stesso sesso, permettendo loro di beneficiare dell'effetto certificativo ed esercitare, in Italia e all'estero, i diritti loro spettanti in base alle leggi dell'Unione europea e i diritti e doveri del matrimonio nei Paesi che già riconoscono le unioni gay.
In seguito alle elezioni politiche del 2013 perde alcuni assessori appena eletti in Parlamento, tra i quali Tabacci, dovendo di conseguenza operare un rimpasto di giunta. Il 1º gennaio 2015 diventa, di diritto, il primo sindaco della città metropolitana di Milano (sindaco metropolitano), carica istituita in seguito alla creazione delle città metropolitane. Nei primi mesi del 2016, confermando quanto aveva dichiarato già durante la campagna elettorale del 2011, annuncia di non volersi presentare per un secondo mandato: alle primarie del centro-sinistra per la scelta del candidato alle elezioni comunali del 2016 esprime il proprio sostegno alla sua vice Francesca Balzani, nella circostanza sconfitta da Giuseppe Sala, quest'ultimo poi successore di Pisapia a palazzo Marino.

#### L'esperimento di Campo Progressista

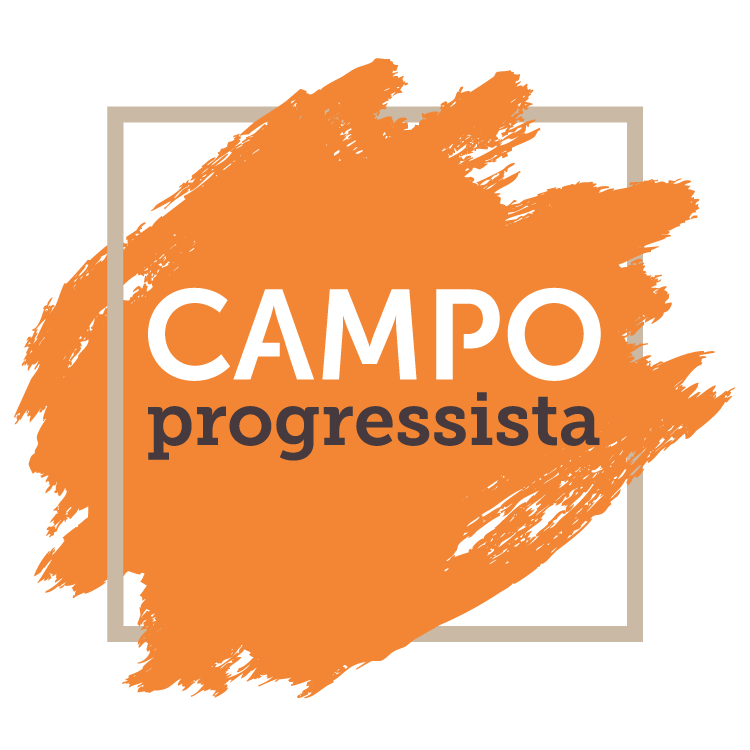
Logo di Campo Progressista

Il 14 febbraio 2017 Pisapia lancia a Milano, alla presenza tra gli altri di Gad Lerner, Laura Boldrini, Maurizio Landini, Bruno Tabacci e Nicola Zingaretti, il soggetto politico Campo Progressista, il cui primo congresso si tiene il successivo 11 marzo al Teatro Brancaccio di Roma.
In seguito Pisapia propone di formare una coalizione di centro-sinistra che possa comprendere anche il Partito Democratico e gli scissionisti di Articolo 1 - Movimento Democratico e Progressista. Il 1º luglio promuove una manifestazione in piazza Santi Apostoli a Roma, insieme a MDP e ad altre forze politiche di centro-sinistra, per lanciare Insieme, un nuovo soggetto politico in vista delle elezioni politiche del 2018. Due mesi più tardi però il rapporto con MDP inizia ad incrinarsi a causa del loro sostegno a Claudio Fava per le elezioni regionali in Sicilia del 2017, a discapito di Fabrizio Micari. Ad ottobre Pisapia chiede inutilmente un «passo di lato» a Massimo D'Alema, considerato troppo divisivo nonché in pessimi rapporti con il segretario del PD Matteo Renzi, così da poter mettere le basi per un'unica coalizione nazionale.
La rottura definitiva avviene in seguito all'uscita di MDP dal governo Gentiloni e all'annuncio da parte del coordinatore Roberto Speranza di voler proseguire per la loro strada, sancendo di fatto la fine di Insieme. Il 6 dicembre 2017 Pisapia si ritira, a fronte del mancato tentativo di riunificazione delle varie forze politiche italiane di sinistra, nonché per la decisione del governo di calendarizzare lo ius soli al termine di tutti i lavori del Senato.
Negli anni seguenti, solo in Sardegna resiste un movimento originato da quel tentativo di coalizione, chiamato Campo Progressista - Sardegna, ma non legato ufficialmente alla figura di Pisapia e con un simbolo diverso dall'originario nazionale. Da tale esperienza nasce nel 2021 il Partito Progressista, inquadrato nell'area del Campo Largo (centro-sinistra e Movimento 5 Stelle) e con Massimo Zedda come leader.

#### Eurodeputato
Il 30 marzo del 2019 Pisapia viene annunciato come capolista della lista unitaria di centro-sinistra Partito Democratico - Siamo Europei, nella Circoscrizione Italia nord-occidentale per le successive elezioni europee del 26 maggio: con 269 257 preferenze è il primo degli eletti della lista. Cinque anni più tardi non si ricandida.

### Procedimenti giudiziari
Nei primi anni 1980 Giuliano Pisapia è stato coinvolto in un procedimento giudiziario conclusosi con una sentenza di assoluzione con formula piena.
Il 7 ottobre 1980 Pisapia viene arrestato in base alle indicazioni di un pentito: l'accusa era di concorso morale al furto di un veicolo e di banda armata, nell'ambito dell'inchiesta sull'omicidio di Walter Tobagi (da quest'ultima accusa Pisapia venne prosciolto già in fase istruttoria). Assieme a lui vengono arrestate altre dieci persone; Pisapia resta incarcerato per quattro mesi. Nel giugno 1982, nel contesto dell'istruttoria su Prima Linea e i Comitati Comunisti Rivoluzionari attivi a Milano (che riguardava anche Marco Barbone, assassino di Tobagi, oltre a Marco Donat-Cattin e al pentito Michele Viscardi), il pubblico ministero Armando Spataro chiede il rinvio a giudizio davanti alla Corte d'assise di Milano per 163 persone. Il 22 ottobre 1984 il giudizio di primo grado si conclude, per effetto di un provvedimento di amnistia e indulto del 1978 (DPR 413/78), con una sentenza di non luogo a procedere: la Corte d'assise esplicita nelle motivazioni che Pisapia sarebbe stato comunque assolto per insufficienza di prove. Pisapia rinuncia all'amnistia e presenta appello contro la sentenza: la Corte d'assise d'appello lo assolve definitivamente, nel marzo 1986, per non aver commesso il fatto.
Tale vicenda è riemersa nel maggio 2011, nel corso della campagna elettorale per le elezioni comunali di Milano: durante un confronto televisivo, il sindaco uscente Letizia Moratti accusò il candidato di centro-sinistra di essere stato giudicato responsabile del summenzionato reato dalla Corte d'assise. Essendo quella l'ultima dichiarazione prima della chiusura del dibattito, Pisapia non ebbe modo di replicare nell'immediato, ma solo successivamente, bollando come calunniosa l'affermazione e annunciando una querela per diffamazione aggravata (in seguito ritirata). Dopo aver inizialmente ribadito quanto espresso, prima del ballottaggio la Moratti ha presentato delle scuse private a Pisapia per la falsa accusa.
Armando Spataro, il pubblico ministero che all'epoca aveva sostenuto l'accusa contro Pisapia, nell'occasione ha dichiarato che si trattò di un errore giudiziario.

## Opere
È autore del volume:
- Milano Città Aperta - Una nuova idea di politica, Milano, Rizzoli, 2015.

È coautore dei volumi:
- San Vittore: voci dal carcere e sul carcere, Milano 1988;
- Usage de stupéfiants: politiques européennes, Ginevra 1996;
- Il Diritto e il Rovescio: i rapporti tra politica e magistratura;
- Giustizia penale: esiste l'approdo?, 2007;
- In attesa di Giustizia - dialogo sulle riforme possibili, 2010.

Un suo saggio è presente nel volume Legalizzare la droga. Una ragionevole proposta di sperimentazione (Feltrinelli, 1991).
È autore di scritti e saggi di carattere giuridico, sociale, nel campo del diritto penale, delle tematiche collegate alla tossicodipendenza, del rapporto tra carcere e società.